# 小行星22619
小行星22619（22619 Ajscheetz）是一颗绕太阳运转的小行星，为主小行星带小行星。该小行星于1998年5月22日发现。

## 轨道参数
小行星22619的轨道半长轴为2.3122475 UA，离心率为0.043。